# 簡易郵便局

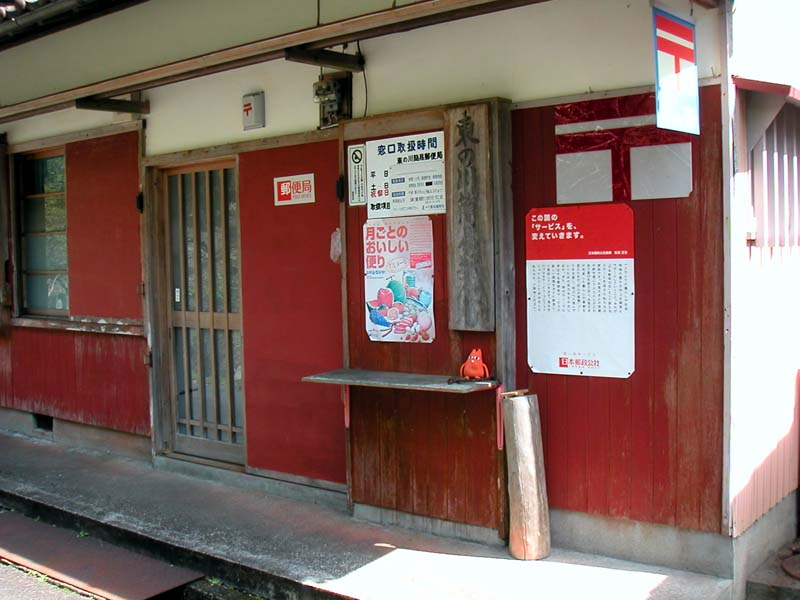
奈良県上北山村東の川簡易郵便局（2005年（平成17年）4月1日廃止）

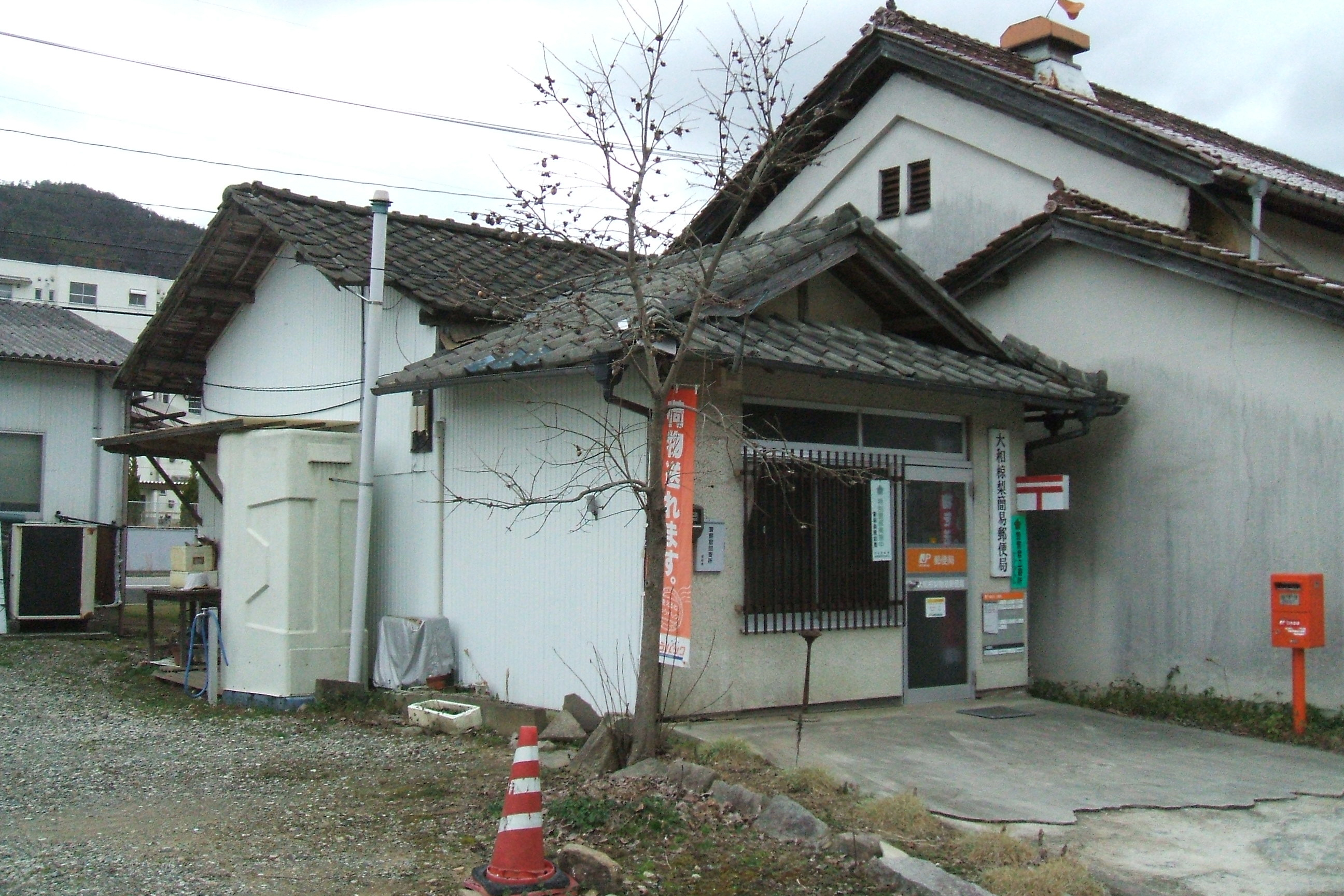
広島県三原市にある大和椋梨簡易郵便局（2010年（平成22年）撮影）

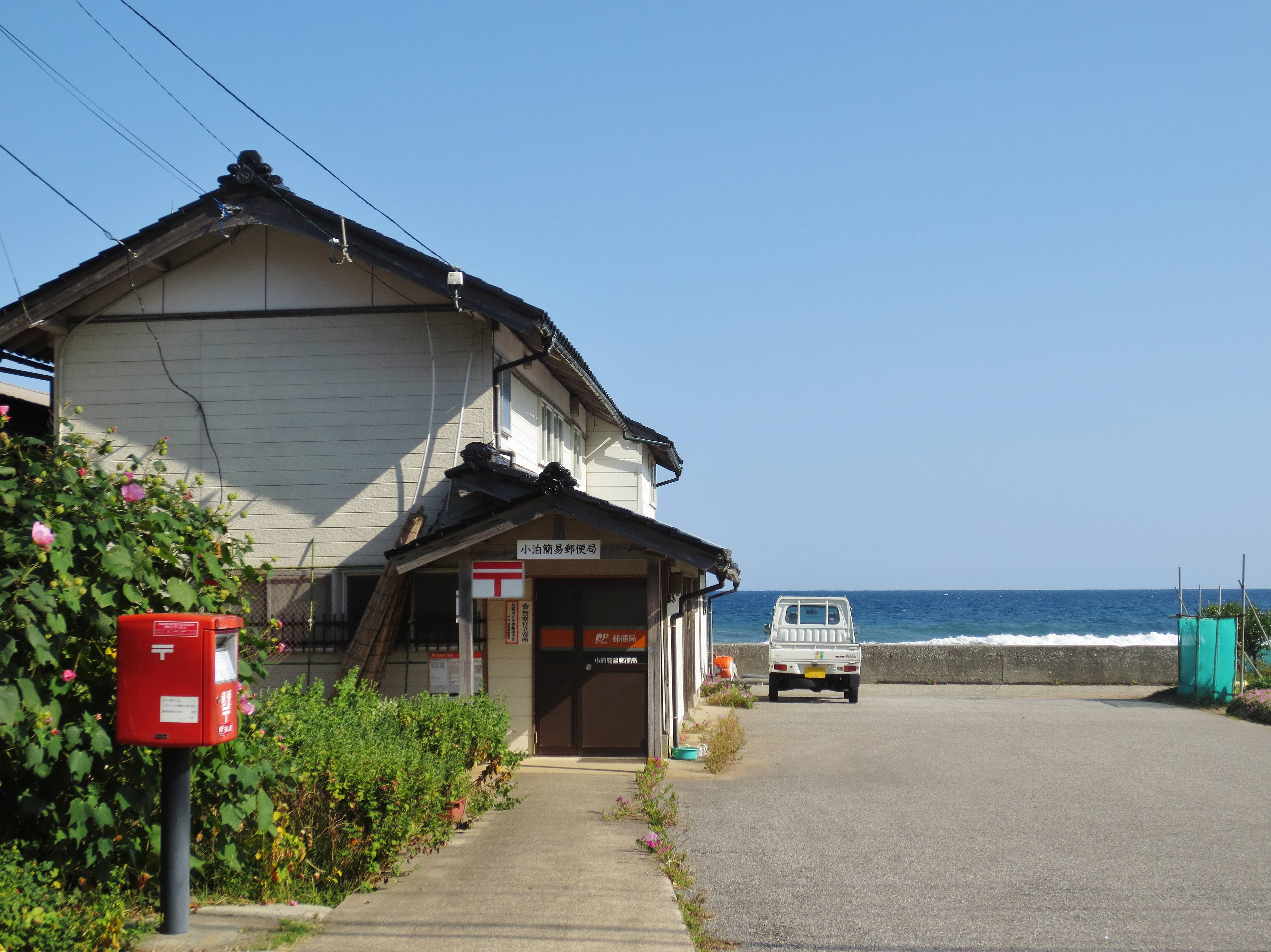
石川県珠洲市にある小泊簡易郵便局（2014年（平成26年）撮影）

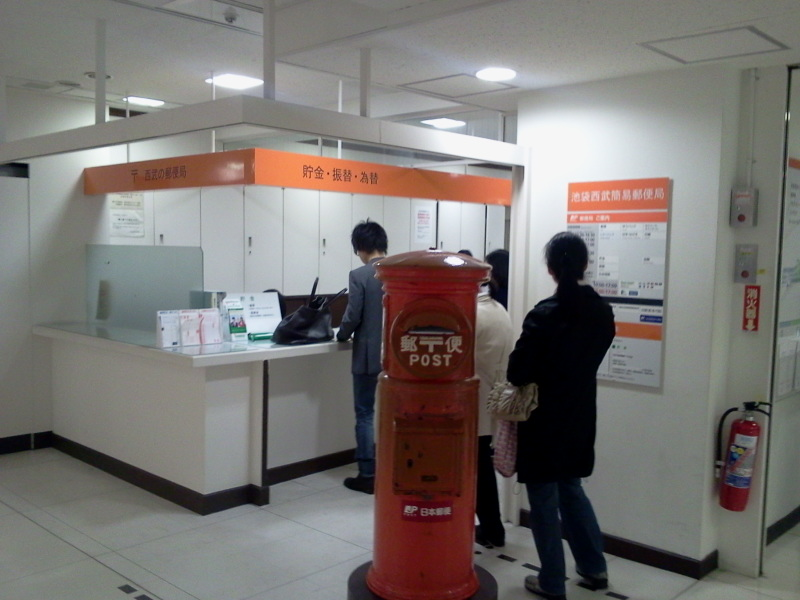
シティポストの一例。東京都豊島区にある池袋西武簡易郵便局（2018年（平成30年）9月1日閉鎖、2021年3月1日廃止）

簡易郵便局（かんいゆうびんきょく）とは、郵政民営化以前に郵便局の窓口事務を地方公共団体や組合、個人等に委託していた郵便局のことで、現在は日本郵便から委託された事業所を指す。

## 概要
2007年（平成19年）9月までは、日本郵政公社（以下、公社という）が委託元となっていた。後述の問題から、簡易郵便局は郵政民営化実施前に廃止されるか、実施時に郵便窓口業務再委託業者、ゆうちょ銀行代理業者、かんぽ生命保険募集代理店またはこれらを兼業する営業所へ転換したが、業務内容や設置方法等が大規模に変わった。郵政民営化実施後も、実施前の簡易郵便局と同様の業務形態とする営業所は「簡易郵便局」の名称は継続して使用されている。簡易郵便局は全国に約4,000局ある。
郵便窓口業務再委託業者という名称は、法令や日本郵政グループ各社が公式に使用しているものではないが、後述の問題から適切な名称が公式に無いため便宜上これを使用する。
2012年（平成24年）5月に「郵政民営化法等の一部を改正する等の法律」（平成24年5月8日法律第30号）が公布された（完全施行は公布から1年以内）。この法律が完全施行された際、「簡易郵便局法」（郵政省・郵政事業庁時代）→「郵政窓口事務の委託に関する法律」（日本郵政公社時代）→「郵便窓口業務の委託等に関する法律」（郵便局株式会社時代）と変遷してきた昭和24年6月15日法律第213号の題名は、「簡易郵便局法」に復帰した。この新しい簡易郵便局法では、日本郵便株式会社から受託した窓口業務を行う施設を「簡易郵便局」という。

## 設置

### 委託基準
日本郵政公社化前の簡易郵便局法では、『本来、国が直接行わなければならない事務を、委託したほうが適切と認めたときにできるもの』とされていたが、公社化時の改正によって、『郵便局の窓口事務を委託したほうが運営上適切（経費節減・リストラ）であると認めたとき』という基準に変更された。利用者数や山間部、損益の有無はその基準とはされていなかった。百貨店などに設置されているような大都市型簡易郵便局（シティポスト）も存在した。郵政事業庁時代末期には、取扱量の極端に少ない特定郵便局を廃止し、その跡に簡易郵便局を新設する例があった。この場合、特定郵便局長は任を解かれ、退職し、その簡易郵便局の受託者となることが多い。逆に、取扱量が大きい簡易郵便局の受託を解除し、その跡や付近に特定郵便局を新設して、その元受託者を局長に任用する場合もあった。

### 受託者資格
受託できるのは以下の者に限られた。
- 地方公共団体
- 農業協同組合
- 漁業協同組合
- 職域によるものを除く消費生活協同組合
- 十分な社会的信用を有して受託事務を適正に行うために必要な能力を有する者

組合員に出資させない漁業協同組合・農業協同組合（非出資組合）であっても、受託することができた。民間等（国以外）によって運営される。国立大学や国立病院内に設置される簡易局の受託者は国（各省庁）や独立行政法人、国立大学法人、公立大学法人等ではなかった。学校や病院内にある簡易局の場合、法律上、学校法人や医療法人が受託者となることができないため、名目上、代表者や簡易郵便局業務を扱う職員名義での個人受託という形をとることが多かった。地方公共団体が受託している場合でも、個人に実質的な再委託（業務代行者）がされている場合もあった。

### 委託契約
公社が、総務大臣認可基準に従って締結した。 

### 委託業務範囲
郵政窓口事務の委託に関する法律施行規則（昭和24年7月14日郵政省令第7号）第2条により以下の通りであるが、公社は、業務の運営上支障があると認めるとき事務の全部若しくは一部を委託しないことができることとされていた。

#### 郵便業務
- 内容証明郵便物を除く郵便物の引受け
- 外国来郵便物で関税又は内国消費税及び貨物割を課されたものを除く郵便物の交付
- 郵便切手類の販売に関する事務
- お年玉付郵便葉書の金品の支払又は交付

#### 貯金業務

##### 貯金
団体取扱、財形貯蓄を除く
- 通常貯金
- CTMによるオンラインでの積立貯金の取扱
- 定額郵便貯金及び定期郵便貯金並びに預金者に対する貸付
- 国際ボランティア貯金（ただし、民営化後に廃止）

##### 為替
- 普通為替
- 定額小為替
- 電信振替
- 通常払込
- 電信払込
- 災害ボランティア口座

##### 政府関係（歳入代理店業務含む）
- 老齢福祉年金の支払に関する事務
- 国民年金の保険料の収納又は払込みの取次ぎ
- 交通違反の反則金の受入れ又は払込みの取次ぎ
- CTMによるオンラインでの国債等の担保貸付

#### 保険業務
- 契約の申込受理
- 保険料の受入
- 保険金及び年金の支払
- 貸付金の支払及び弁済
- 契約者配当金の支払

#### 物販業務
- 収入印紙の売り捌き（民営化前は郵便業務の扱いであったが、民営化後は物販業務の1つ。ただし、郵便窓口で扱う点は民営化前後共に同じ）
- 宝くじの売り捌き及び当せん金品の支払又は交付等（民営化前は、貯金業務であったが、民営化後は郵便窓口での物販業務に変更）

#### その他
郵便貯金及び預金等の受払事務の委託及び受託に関する法律（平成10年法律第78号）第4条第1項の規定により同法第2条第1項の金融機関から委託された金銭の受入又は払渡し等に関する事務

### 委託事務従事者
受託事務に従事する者は、みなし公務員とされた。

### 組合が受託の場合の利用
農業協同組合・漁業協同組合・消費生活協同組合の事業・施設等の利用は、本来、組合員・准組合員に限定されるが、法律上受託者は組合員以外にも公平に利用させる義務があったので、組合員以外も普通に利用できた。

### 郵便切手・印紙の販売
郵便切手・印紙販売については、郵便切手類販売所等に関する法律（昭和24年法律第91号）による郵便切手類販売者と見なされた。切手類の販売に関しては、コンビニ等の売捌所と同じ扱いであり、受託者が公社から買い受けた物を販売する。一定期間分を後日支払うというような売り掛けではなく、また貯金扱いも2件で数十円ということから受託者の負担が大きいという指摘があった。

### 設置の公表
改廃その他の情報は、その簡易郵便局局頭に掲示される他、公社のWEBサイト上に公表されていた。

## 特徴
- 「郵便局」と称しているが、性質的には「民間による郵政の代理店」である（ここでいう民間とは、国以外という意味であり、地方自治体なども含む）。
- 大都市のショッピングモール内にあるシティポストのように簡易局が設置されることもある。したがって、必ずしも過疎地だけにあるというわけではない。
- 要員は、原則的には、局長（受託者）と補助者2名以上を含めて3名以上配置となっている。過疎地の小規模な局では状況により局内に1人しかいなかったり、担当者が外出していて一時的に窓口が閉まったりすることもある。ただし、受託にあたって前述の補助者を2名以上設置する必要があるのは、何らかの形で営業時間内に対応できる人員を1名以上必ず配置できるようにするためのものとなっている。
  - 2017年には、同年開設[注 1]されたばかりの竹島簡易郵便局（鹿児島県鹿児島郡三島村）で、開局当初から補助者のいない状態だった、同簡易局を担当していた三島村の嘱託職員の男性が県外に帰省したまま失踪したため、1週間一時閉鎖されたことがあった。再開後は、村が他の嘱託職員を確保後に研修が完了できるまでの間、同村が受託する他島の簡易郵便局職員が対応する形で営業日を限定する営業を行う形を取った[2]。
- 以前はオンライン化されていない局もあった。また農協や漁協が受託している場合、農協貯金（JAバンク）や漁協貯金（JFマリンバンク）との兼ね合いから郵便貯金を扱っていないことも多い。
- 学校や病院内にある簡易局の場合、その学校・病院の都合や、受託者本人の都合、地域行事等により臨時休業する場合もある。東京電機大学内簡易郵便局は、大学が休暇に入る度に一時閉鎖される。
- 白馬山頂簡易郵便局のように、自動車道の通っていない山小屋に簡易郵便局が委託されている例もある。以前は、郵便物は毎日麓と山頂を歩いて往復する人（ボッカ）によって収集されていた。現在は複数の人のリレー形式で運ばれている。
- ゆうちょ銀行のATMについては、日本郵便からの業務の受託範囲に応じて受託者自身が設置するものとなっており、これに起因し、簡易局では非設置のケースが大半となっている。

## 郵政民営化と簡易郵便局
郵政民営化に伴い、簡易郵便局は次のように変わった。郵政民営化に伴う根拠法改正詳細は郵政民営化も併せて参照のこと。

### 根拠法改正
根拠法は「郵便窓口業務の委託に関する法律」に改題された。これは郵便事業株式会社から郵便局株式会社への郵便窓口業務及び印紙の売り捌きに関する業務の委託並びにその再委託に関するものとなり、郵便局について定めるものとなる。郵便貯金・簡易保険等事務については本法から削除された。

#### 郵便窓口業務の委託方法
郵便局株式会社が、郵便事業株式会社から郵便局株式会社法で委託させられる範囲内の業務を、郵便窓口業務再委託業者に委託する方法（以下、再委託という）となる。

#### 委託範囲
同法第2条により再委託される窓口業務は次の範囲である。
- 郵便物の引受け
- 郵便物の交付
- 郵便切手類販売所等に関する法律第1条に規定する郵便切手類の販売
- 前3号に掲げる業務に付随する業務

小包（ゆうパック等）は郵便法の郵政民営化時の同時改正により郵便物ではなくなったが、郵便物の引受に付随する業務なので、受委託できる。

#### 地方公共団体・組合の根拠法との関係
同法第3条第2項により、地方公共団体は、地方自治法の規定に関わらず、この法律の定めるところに従い、郵便局株式会社の再委託により委託業務を行うことができる。
第3項で、組合は、当該組合に関する法律の規定に関わらず、この法律の定めるところに従い、委託事務を行うことが可能。
第9条により、受託者が組合である場合に限り、上記の委託業務範囲内において、当該組合に関する法令の規定に関わらず、組合員以外の者に対しても、公平に役務を提供しなければならない義務を負うが、地方公共団体並びに組合以外の受託者はその義務を負わず、各受託者の裁量に任せられる。
なお、これは同法第2条に掲げられてある範囲に限定されているので、この法律に依らずに受託したものには適用されない。

#### 委託事務取扱の基準
民営化前同法第10条第1項は、「受託者は、公共の利益のため、誠実に自ら委託事務を行わなければならない。」とのあったが、これは削除された。これにより、受託者は特定の者の利益になるように業務を行うことや、他人に委託させても違法ではなくなった。

#### 再委託契約
郵便局株式会社は、総務大臣の認可を受けて定める基準に従って、郵便局株式会社の指定する場所において再委託業務を行う契約を締結しなければならない義務を負うこととなる。
郵便局株式会社は、委託業務を行う必要がある場合において、その業務の運営上適切であると認めるときは、この法律の定めるところに従い再委託することができる。

#### みなし公務員
みなし公務員規定が削除される。

#### ゆうちょ銀行関係
- 郵便窓口業務の委託に関する法律（昭和24年6月15日法律第213号）附則（平成17年10月21日法律第102号）第68条により、郵便局株式会社がゆうちょ銀行の許諾を得て郵便窓口業務再委託業者に再委託をして銀行代理業を行わせる旨が日本郵政株式会社の定める承継計画において定められているときは、委託者は郵政民営化実施時にゆうちょ銀行を所属銀行とした銀行代理業の許可を受けたものと見なされる。
- 同法附則第69条により、受託者がゆうちょ銀行を所属金融商品取引業者等として金融商品仲介業を行わせる旨が日本郵政の定める承継計画において定められている場合は、受託者は、郵政民営化実施時にゆうちょ銀行を所属証券会社等として金融商品仲介業者の登録を受けたものと見なされる。
  - その業務を行う受託者の役員・使用人に対して、その簡易郵便局で国債専門の証券外務員（国債証券等募集員）として従事させることが承継計画において定められているときは、外務員登録原簿に登録をしたものとみなされる。
- 同法附則第72条により郵便貯金事業の確定拠出年金に関する事業については、郵政民営化の承継計画に、承継後にその簡易郵便局に業務を行わせることが入っている場合に限り、特例として現行法令の基準等にかかわらず、確定拠出年金運営管理施設として登録したものと見なされる。

#### かんぽ生命保険関係
同法附則第70・71条により、簡易保険事業の募集に関する事業については、承継計画に、承継後にその簡易郵便局に業務を行わせることが入っている場合に限り、特例として現行法令の基準等に関わらず、かんぽ生命保険を所属保険会社とした特定保険募集人として登録をしたものとみなされ、その業務を行う受託者の役員・使用人は、承継計画に、承継後にその簡易郵便局で生命保険募集員として従事することが入っている場合に限り、特例として現行法令の基準等に関わらず、かんぽ生命保険を所属保険会社として生命保険募集員に登録をしたものと見なされ、保険業法第281条に定める手数料を納めなければならない。

#### 受託者関係
同法附則第74条により、受託者が組合である場合に限り、その組合が郵便窓口業務等受託者である間は、経過措置として当該組合に関する法律の規定に関わらず、次に掲げる業務を行うことができる。ただし、5 - 7は前述の特例により銀行代理店、生命保険募集員、証券仲介業の各登録を受けたものと承継計画によりみなされる場合に限られる。この場合は、同法第9条の規定が適用され、受託者が組合である場合においては、組合は、当該組合に関する法令の規定にかかわらず、組合員以外の者に対しても、公平に役務を提供しなければならないこととされ、組合員以外も原則利用可能である。
1. 郵便貯金・簡易生命保険管理機構が管理する旧郵便貯金管理業務の委託を受けたゆうちょ銀行の業務の委託を受けた郵便局株式会社から委託されたの郵便貯金管理業務
2. 郵便貯金・簡易生命保険管理機構が管理する旧簡易保険管理業務の委託を受けたかんぽ生命保険の業務の委託を受けた郵便局株式会社から委託されたの簡易保険管理業務
3. 郵便事業株式会社から委託を受けた郵便局株式会社から委託を受けた貨物（小包郵便物）で、郵便窓口業務の委託等に関する法律施行規則附則第2条※1の範囲内の引受業務。
4. 郵便局株式会社から再委託を受けたゆうちょ銀行の代理店の業務
5. ゆうちょ銀行の国債販売仲介業務
6. かんぽ生命保険の保険募集業務
7. 確定拠出年金の運用関連業務
8. 前各号に掲げるものの他、政令で定める業務

※1
- 最大
  - 大きさ：長さ、幅及び厚さの合計170cm
  - 重量：30kg
- 最小
  - 円筒形又はこれに類する形状のもの
  - 長さ：14cm
  - 直径若しくは短径又はこれらに類する部分：3cm
- 前号に規定する形状のもの以外のもの
  - 長さ：14cm
  - 幅：9cm
- 前2号の形状を満たさないものは、厚紙又は耐力のある紙若しくは布で作成した長さ12cm、幅6cm以上のあて名札を付けたもの

#### 特定の者や組合員以外が利用出来ない場合
上記の通り、同法委託範囲内であれば員外利用が可能であるが、方法や契約方法によっては不可能となりかねない場合がある。この公平利用規定は、規定に基づきその範囲内で委託した業務に限られ、組合が直接各社と契約して範囲外の業務をする場合には適用されないため注意が必要である。生協以外の組合であれば、員外利用制度や准組合員制度を利用することもできなくはないが、営業地域内の通勤者、住民や法人等に限定されている上、その組合の方針によっては全面・部分的な利用規制、残高制限等を行なう場合もある。
参考例
- 農協・漁協の信用事業としての設置のATMで、組合の信用事業との業務提携されたゆうちょ銀行・かんぽ生命保険の残高照会を含む利用。
- 組合信用事業（JAバンク、JFマリンバンク）での両替、公共料金、税金等の取扱。
- 小包郵便物取扱範囲を超える貨物引受を、郵便事業株式会社が新規取扱を可能とした場合に締結した契約した範囲の貨物の引受などの場合。
- ゆうちょ銀行が同法附則の委託範囲外の投資信託、変額保険等の商品の代理業務を受託者と直接契約した場合。
- かんぽ生命保険が、保険募集以外の業務を新規に代理をさせた場合。
- 地方公共団体が、その地方公共団体の管轄内の住民に限定して取扱う場合。
- 地方公共団体及び組合以外の受託者が、ある特定の宗教や政治・思想の信者・支持者・関係者に限定して業務をする場合。